# Lidia Talpă
Lidia Talpă är en rumänsk kanotist.
Hon tog bland annat VM-silver i K-4 1000 meter i samband med sprintvärldsmästerskapen i kanotsport 2005 i Zagreb.